# Communist Party of India (Marxist-Leninist) Liberation

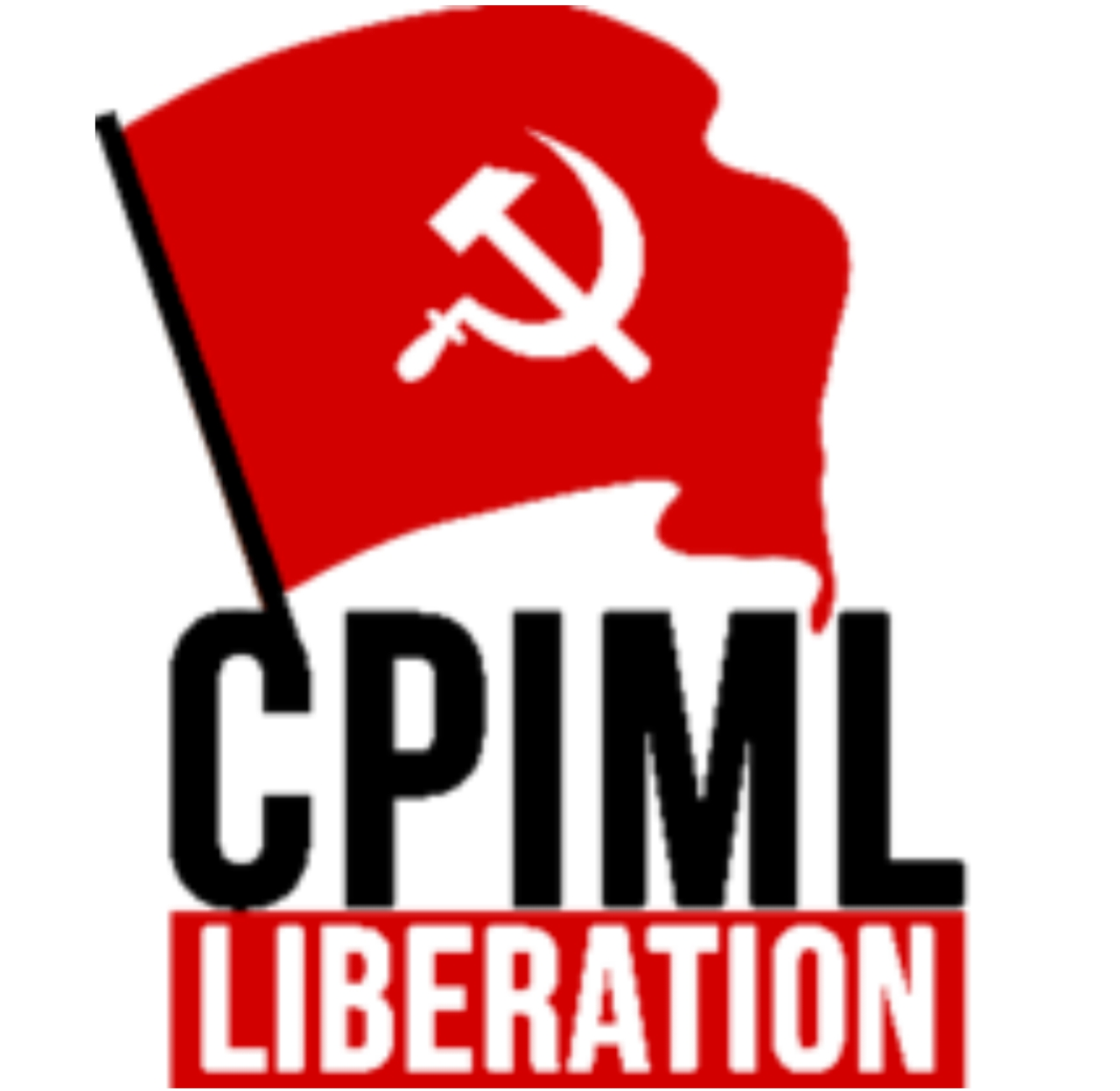
Parteiflagge der CPI(ML)L

Die Communist Party of India (Marxist-Leninist) Liberation (CPI(ML)L, Hindi भारतीय कम्युनिस्ट पार्टी (मार्क्सवादी-लेनिनवादी) लिबरेशन) ist eine der legalen kommunistischen Parteien in Indien.

## Geschichte
1969 spaltete sich eine Dissidentengruppe von der Communist Party of India (Marxist) (CPM) unter dem Namen Communist Party of India (Marxist-Leninist) (CPI(ML)) ab. Die Dissidentengruppe lehnte die Teilnahme an regulären Wahlen, wie sie die CPM praktizierte, ab und forderte einen aktiven revolutionären Kampf nach dem Vorbild der Bolschewisten unter Lenin.
Ein Anstoß für die Gründung war ein Bauernaufstand im Ort Naxalbari im Distrikt Darjeeling in Westbengalen im Jahr 1967, der sich später zu einer umfassenderen sozialrevolutionären Bewegung, den „Naxaliten“ ausweitete. In den Jahren nach der Gründung versuchte die CPI(ML) durch terroristische Aktionen gegen staatliche Einrichtungen und vermeintliche „Klassenfeinde“ einen revolutionären Zustand herbeizuführen. Die Aktionen beschränkten sich im Wesentlichen auf die Bundesstaaten Uttar Pradesh, Bihar, Westbengalen und das nördliche Andhra Pradesh. Ihre Wirkung blieb aber regional beschränkt und die CPI(ML) wurde staatlicherseits als terroristische Gruppierung verfolgt. Zu einem Schwerpunkt ihrer Aktivitäten wurde die Stadt Kalkutta.
In der CPI(ML) kam es zunehmend zu ideologischen und sektiererischen Flügelkämpfen. 1971 spaltete sich die CPI(ML) in einem Flügel unter Satyanarayan Singh und einem Flügel unter Charu Majumdar. Die Majumdar-Fraktion zerstritt sich anschließend über ihre Haltung zum Fall Lin Biao. Aus der anti-Lin Biao-Fraktion ging schließlich die später im Jahr 1974 so genannte Communist Party of India (Marxist-Leninist) Liberation (CPI(ML)L) hervor.
Während der Zeit des Ausnahmezustandes 1975 bis 1977 war die CPI(ML)L, wie alle anderen kommunistischen Organisationen von verstärkten staatlichen Repressionen betroffen und viele ihrer Führer saßen im Gefängnis. Nach 1977 nahm die Partei moderatere Standpunkte ein und revidierte ihre ursprüngliche Ablehnung der Teilnahme an Prozessen innerhalb der etablierten gesellschaftlichen Strukturen. Ein Grund für diesen Sinneswandel lag möglicherweise in dem Besuch des Parteivorsitzenden Vinod Mishra in der Volksrepublik China 1979, wo Deng Xiaoping gerade mit seinem großen Reformwerk begonnen hatte.
Die Partei beschloss zwar nicht selbst an Wahlen teilzunehmen, aber „Massenorganisationen“ zu gründen, die als Hebel für die Durchsetzung ihrer politischen Ziele dienen sollten. Dementsprechend wurde im April 1982 die Indian People’s Front (IPF, Indische Volksfront) gegründet. Die IPF nahm an Wahlen teil und gewann mehrere Mandate, so z. B. bei der indischen Parlamentswahl 1989 den Wahlkreis 36-Arrah in Bihar. Eine andere Massenorganisation der CPI(ML)L war die 1985 im Distrikt Karbi Anglong in Assam gegründete People's Democratic Front (PDF, „Volksdemokratische Front“), die im Folgejahr in Autonomous State Demand Committee (ASDC) umbenannt wurde. Das ASDC wollte sich die Unzufriedenheiten der Stammesbevölkerung Assams zunutze machen und diese in revolutionäre Bahnen kanalisieren. Mitte der 1990er Jahre beschloss die CPI(ML)L ihre Abstinenz bei Wahlen ganz aufzugeben. 1994 wurde deswegen die IPF wieder aufgelöst und ab der Wahl 1996 kandidierte die CPI(ML)L offen bei Parlamentswahlen. Sie konnte jedoch nur einmal bei gesamtindischen Wahlen ein Mandat gewinnen, und zwar bei der Wahl 1999 im Wahlkreis 3-Autonomous District in Assam, gewissermaßen in der Nachfolge des ASDC.
Heute ist die Partei weitgehend politisch einflusslos. Bei den Parlamentswahlen 2014 und 2019 erhielt die CPI(ML)L landesweit allerdings immer noch mehr als eine Million bzw. mehr als 700.000 Stimmen. Ein Überraschungserfolg gelang ihr bei der Parlamentswahl in Bihar im Oktober/November 2020, als sie im Bündnis mit anderen Parteien 12 der 243 Wahlkreise gewann.